# .ee
.ee는 에스토니아의 인터넷 국가 코드 최상위 도메인이다. EENet에 의해 관리된다. 프로젝트 상표의 추가적인 이름의 등록은 "도메인 이름은 등록 상표의 지위가 없다."는 이유 때문에 금지되어 있다. 유효 등록은 따로 돈이 들지 않는다.

## 2차 도메인 이름
- .com.ee – 상법에 정의된 회사(법인).
- .pri.ee – 개인.
- .fie.ee – 상법에 정의된 자영업자(개인 사업자).
- .med.ee – 의료/건강 관리 기관.
- .edu.ee – 교육 기관 및 프로젝트.
- .lib.ee – 도서관.
- .org.ee – 비영리 단체 및 프로젝트.